# Station Avord
Station Avord is een spoorwegstation in de Franse gemeente Avord.